# بيتر بيلي
بيتر بيلي (بالإنجليزية: Peter Bailey)‏ (16 أغسطس 1939 بملبورن في أستراليا - ) هو لاعب كريكت أسترالي. لعب مع فريق فكتوريا للكريكت.

## وصلات خارجية
- بيتر بيلي على موقع إي آس بي آن كريك إنفو (الإنجليزية)